# 周南農業協同組合
周南農業協同組合（しゅうなんのうぎょうきょうどうくみあい）は、山口県下松市西柳に本部を置いていた農業協同組合。JA周南。2019年に合併して山口県農業協同組合となった。

## 概要
- 経営管理委員会　会長　近藤 定
- 本店所在地:山口県下松市西柳
- 組合員数:正規　11,492人・准　25,651人（平成26年3月時点）
- 店舗数:18（本所 1　支所 17）

## 事業区域
- 山口県下松市、周南市、光市（旧大和町を除く）

## 沿革
- 1995年8月 下松市・徳山市・新南陽市・光市・熊毛町・鹿野町の11JAを合併し『周南農業協同組合』を設立
- 1999年2月 JA光市と合併
- 2000年4月 JA周南介護保険事業所開設
- 2003年4月 下島田事業所を島田支所に統合

笠野事業所を勝間支所に統合
高水事業所を熊毛支所に統合 
- 2004年5月 三田川支所オープン

（岐山支所、徳山新宿支所を統合） 
　　　 9月 インターネットホームページ開設 
- 2006年4月 大河内支所、笠戸・深浦事業所を下松支所に統合

大道理・大向・長穂事業所を都濃支所に統合
虹ヶ丘支所を光支所に統合
米川事業所を花岡支所に統合 
　　　10月 中須支所、八代支所を都濃支所に統合
農産物直売所「菜さい来んさい」開設 
- 2008年2月 夜市支所、湯野支所を戸田支所に統合

須金支所を都濃支所へ統合
三丘支所、勝間支所を熊毛支所に統合 
　　　 4月 葬祭会館「ルミエール」開設
精米センター「産地精米館」開設 
- 2008年6月 経営管理委員会制度移行
- 2009年2月 JA周南直売所熊毛店（周南市東部道の駅実証店舗）開設

　　　 3月 周防支所、三井支所を島田支所へ統合 
和田支所を新南陽支所へ統合 
大津島支所を三田川支所へ統合 
- 2010年4月 100円市が全店直売所へ

「菜さい来んさい！　下松店」オープン
JA周南総合ポイントサービス開始 
- 2019年4月、山口県内のすべての総合農協が合併して山口県農業協同組合を設立。

## リンク
- JA周南